# The Fastest Guitar Alive
The Fastest Guitar Alive è un film statunitense del 1967 diretto da Michael D. Moore e interpretato da Roy Orbison.

## Trama
Verso la fine della guerra civile americana, ad una spia del Sud con una chitarra sparaproiettili viene affidato il compito di derubare lingotti d'oro dalla Zecca degli Stati Uniti a San Francisco, per aiutare a finanziare lo sforzo bellico della Confederazione.

## Colonna sonora
La colonna sonora del film rappresenta l'undicesimo album in studio di Orbison ed è stata pubblicata nel giugno 1967 dalla MGM Records. 
Tutte le tracce sono state scritte da Roy Orbison e Bill Dees.

- Side 1

1. Whirlwind – 2:10
2. Medicine Man, Medicine Man – 2:43
3. River – 3:02
4. The Fastest Guitar Alive – 3:08
5. Rollin' On – 2:15

- Side 2

1. Pistolero – 2:58
2. Good Time Party – 2:23
3. Heading South – 2:45
4. Best Friend – 2:38
5. There Won't Be Many Coming Home – 2:46